# KEIZOmachine!

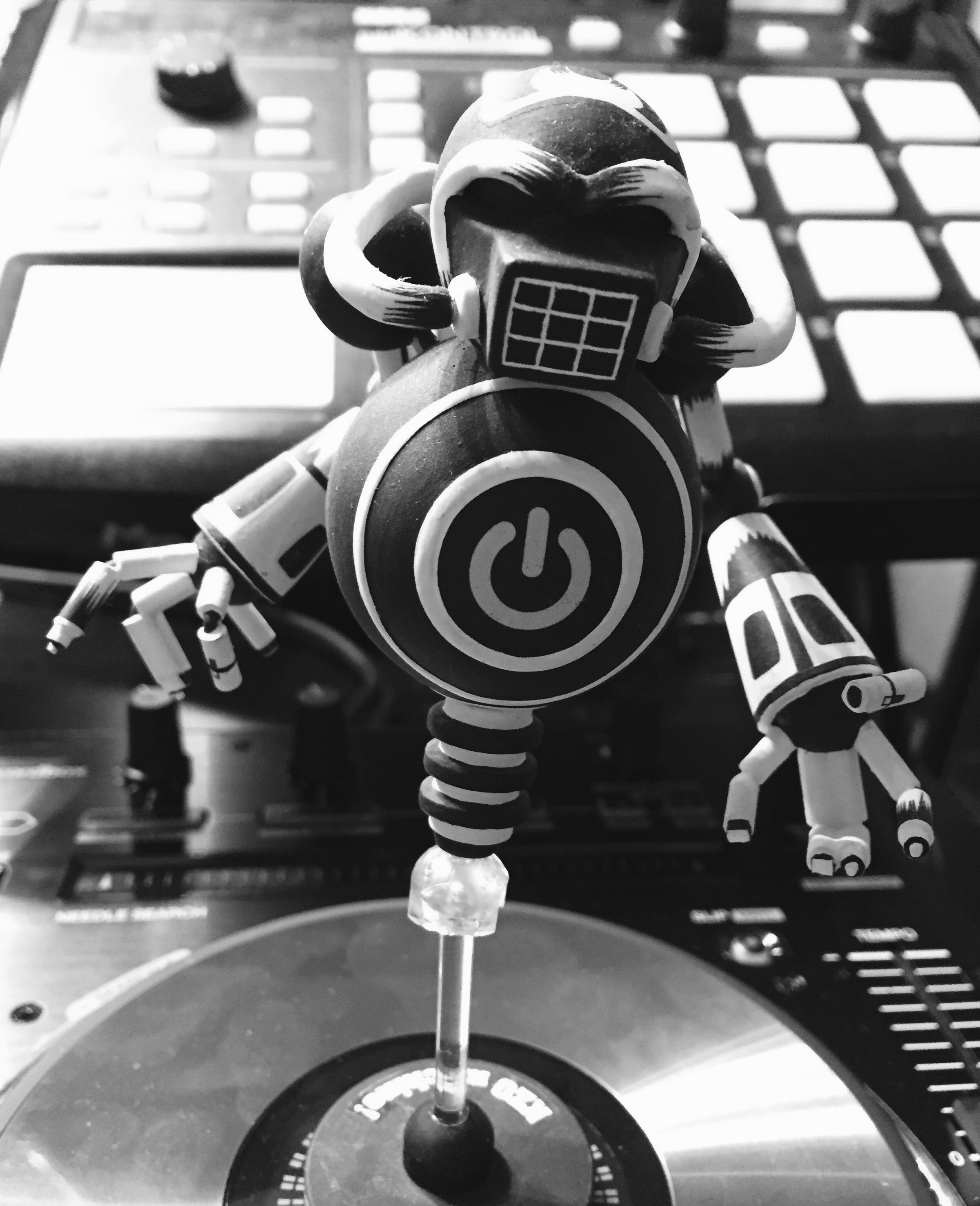

KEIZOmachine!（ケイゾーマシーン、1974年、 血液型O型）は、日本の音楽プロデューサー、DJ、パーカッショニスト。大阪府出身。サンプラーのフィンガードラミングとアフリカの打楽器・アサラトの名手。

## 来歴
大学在学中にアルバイトで入った東京吉祥寺のソウルバーでターンテーブルと出会う。店のマスターからスクラッチDJのビデオを見せてもらい、同じレコードを2枚使い新たな楽を作っていくプレイに衝撃を受け、スクラッチとビートジャグリングにのめり込む。
やがてロッテルダム・テクノの衝撃を入口に、テクノ、ダブといった器楽曲に傾倒し、クラブや初期レイブに足しげく通うようになる。そこでターンテーブルを2-4台を扱い、無機質なテクノ数曲をミクスチャーし、音の抜き差しによって新たな音楽を作っていくDJスタイルに影響を受ける。当時のレイブシーンではテクノと共にジャンベなどのパーカッションを自由に叩く文化があり、パーカッションとの出会いから民族音楽にも傾倒していく。
アサラト、ジャンベ、ダラブッカ、ディジュリドゥなどの民族打楽器にも夢中になり、やがてそれらとベリーダンスを組み合わせたバンド、トライバルサーカスを結成。主にレイブ・カルチャーのパーティーの数多くに出演。
同時期にサンプラーのAKAI MPC-2000を購入し、作曲活動も開始する。サンプラーの電子ドラム音を打楽器のように叩き、ターンテーブルでスクラッチし、リアルパーカッションを載せていくHIFANAも結成。結成当時はジューシーがDJでKEIZOmachine!とマハロがラップもしていた。DJ機器や映像機器の進化と共にHIFANAは音と映像がシンクロしたライブへと発展している。国内外での評価も高く、これまでに数多くの賞を受賞。サンプラーをプログラミングなしにドラミングしダンス・ミュージックを作っていくスタイルである。
またDJ機器の進化によってソロのDJもより自由度の高いライブ性にあふれたDJプレイへと進化し、フランス、ベルギー、ドイツ、ロンドン、台湾、中国、タイ、ミャンマーなどでもプレイ。またNHK WORLDのプロジェクトであるDJ DOMOのサウンドプロデュースや高圧洗浄機を使用して壁の汚れを落としていくことで絵を描いていくエコアート、リバースグラフィティのプロデュースなどその活動は多岐に渡る。

## 人物
- ジャグリングが趣味。3ボール、デビルスティック、フローワンド、コンタクトなどが得意。
- 1974年、大阪府高槻市で生まれる。3歳より東京都杉並区の久我山で育つ。
- 1983年、小中高校生時代はサッカーに明け暮れる。
- 1987年、中高大学生時代はスケボーにも夢中になる。高校3年生の時に小学生時代から引きずる両膝の故障が悪化しサッカーを引退する。
- 1990年、高校生時代は実兄のパーカショニストIZPONの影響により、様々な音楽に触れる。中でもジャマイカの音楽に強く惹かれる。ボブ・マーリーを皮切りにスカ(UKスカ含む)・ダブ(UK DUB含む)まで、CD・レコードを沢山収集する。
- 1992年、高校卒業と同時に東京吉祥寺のSOULバーでアルバイトを始める。大学では体験的にDJサークルに入る。サークルの先輩にはライムスターのメンバーが在籍していた。
- 1993年、器楽曲に傾倒していき、テクノシーン、レイブの常連になる。
- 1993年、西荻窪のホビット村でのワークショップでアサラトと出会う。ターンテーブル以上にハマり、オリジナルを発展させ吉祥寺から各地へと広がる。
- 1996年、タイ・バリ島へ放浪の旅。バリ島ではガムランのパーカッション、クンダンの修行を1ヶ月間行う。タイでは当時のレイバーの聖地の1つ、パンガン島も訪れている。
- 1996年、当時のアルバイト先/スケボーがきっかけでマハロとジューシーと出会い、吉祥寺駅のロータリー・井の頭公園で集まるようになる。スケボーをしたりジャグリングをしたりディジュリドゥを作るための竹を取りに行ったりしていた。ちょうどこの頃井の頭公園でソロで大道芸をしていたが〜まるちょばのケッチとも出会う。
- 1997年、六本木のVITAMIN-Qなどで知り合った仲間とベリーダンスジャム・バンド、トライバルサーカスでの活動を主にレイブシーンにおいて行い2000年にアルバムをリリースする。
- 1998年、吉祥寺のスターパインズカフェを拠点にHIFANAでの活動を開始。
- 1999年、イタリアのTemposphereよりDJ KEIZO名義でZINGILESSをリリース。
- 1999年、イギリス〜スイス〜イタリア〜スペイン〜モロッコ〜オランダへ放浪の旅。ヨーロッパのクラブシーンをチェックして歩く。スペインやオランダでは地元のストリートのパフォーマーと組み、アサラトやジャグリングをしてバスキングで稼ぐ。
- 2003年、WK東京LABよりHIFANAでの1stアルバムを発表する。
- 2009年、活動の拠点を神奈川県三浦郡葉山町に移す。
- 2010年、EMIミュージック・ジャパンよりHIFANAでの4thアルバムでメジャー・デビュー。
- 2015年、ベルギー・フランス・ソロツアー

## ディスコグラフィ

### ソロ楽曲
- ZINGILESS （1999）：A Wanton Bass - Temposphere Compilation Vol. 2  Italy
- OKIRO feat. Twigy (2013)
- Onsen Caliente feat. Kumar Sublevao Beat (2018)
- UPSIDEDOWN feat. VERBAL (m-flo) (2019)
- PUTIN feat. SHINGO★西成 (2019)
- 前やん feat. DOZAN11 (2019)
- Phrakanong feat. DJ KENTARO & MC PEACE (2019)
- 想吃麵 WANNA EAT NOODLE ft. DaMi乾麵, Mr.Rock (2020)
- "LLクールジャパン (由比ヶ浜海岸冬景色)" feat. Bose (2020)

### DJ MIX
- ATARI TUNES HIPHOP CUTIN (2012)
- KEYCO's Best Mix(2012)
- KEIZOmachine!@ Block FM(2014)
- Block FM Fresh Spring 春爛漫 MIX (2016)
- ATARI TUNES AMBIENT (2020)
- ATARI TUNES CHILLOUT (2020)

### プロデュースワーク
- ももいろクローバーZ /「堂々平和宣言」(2014)
- DJ DOMO / NHK WORLD (2016)
- LUKUA OSAKA "LIFE" New Year (2017)
- 鎮座DOPENESS / チクタク (2009)

### TVCF & ADs
- OSMOZE / Nothing Beats A Good Blade teaser (2014)
- 日研総業 / e仕事 feat.中田英寿 (2015)
- ADIDAS / The Football Creators (2015)
- NIKE / 30th anniversary of the Air Jordan with MUSEUM 23 TOKYO (2015)
- naive × Uzhaan × KEIZOmachine! (2018)
- 足リラシート [貼ってmio]  (2018)
- and per se (アンパスィ) (2019)
- TOYOTA CROWN 北海道 (2019)
- Tiger Beer "Tiger Roar 勇気 Edition" (2019)
- 佐藤可士和展 Official Trailer (2020)
- ctcブランドムービー「未来をえがき、笑顔をつなぐ」(2021)
- 学校法人梅村学園創立100周年 (2021)
- Nike SB | Tokyo To The World (2021)